# Double, Double, Boy in Trouble
Double, Double, Boy in Trouble är det tredje avsnittet från den tjugonde säsongen av den amerikanska tv-serien Simpsons. Avsnittet var egentligen skrivet som den fjortende avsnittet till den nittonde säsongen men blev istället uppskjutet till den tjugonde. Avsnittet sändes 19 oktober 2008 och sågs av 8,9 miljoner. I avsnittet byter Bart liv med Simon Woosterfield under ett par veckor.

## Titeln
Avsnittets titel kommer från William Shakespeares pjäs, Macbeth, där de tre häxorna säger "Double, double, toil and trouble"

## Handling
Homer besöker Kwik-E-Mart där han handlar tillsammans med Bart och Maggie. Bart är mer intresserad av att leka istället för att handla och samtidigt som Homer funderar om han ska köpa den sista lotterilotten försöker han hoppa från den översta hyllan ner till en kundvagn men då Homer märker att Bart kommer att misslyckas med hoppet räddar han honom. Han missar då den sista lotterilotten som köptes av Lenny som vinner 50.000$.
Lenny bestämmer sig för att anordnar en fest för sina vänner, på väg till festen så sprutar Bart kattpiss på Marge så hon måste byta klänning. I bilen diskuterar Homer och Marge beteendet hos Bart samtidigt som han bråkar med Lisa i baksätet. Under festen rymmer Bart till förrådet och ändrar robotdamsugarna som finns där till nivån elak vilket resultar att robotdammsugarna löper amok på gästerna (robotdammsugarna är presenter från Lenny). Bart går på toaletten, där han träffar Simon Woosterfield och de märker att de liknar varandra.
Simon och Bart bestämmer sig för att byta liv med varandra och samtalar om varandras liv och byter kläder. Bart uppskattar Simons liv medan Simon inte lika mycket uppskattar Barts familj. Lisa märker att Bart beter sig konstigt vid middagsbordet. Bart kontaktar Milhouse och bjuder över honom till "Simon" där de han träffar Simons halvsyskon vid middagsbordet. Vid kvällen märker dock Simon att Bart inte lever ett så dåligt liv ändå. Dagen efter anordnar Simons föräldrar en fest där hans halvsyskon spärrar in "Simon" i familjegraven. "Simon" räddas av Mr. Burns och han berättar för "Simon" om sin familj.
Hos familjen Simpson lyssnar "Bart" ivrigt på farfar Abraham och Lisa märker att det är något allvarligt fel med "Bart" och Lisa får honom att erkänna hur det ligger till. Bart håller på att packa då Simons familj ska åka till Aspen på en skidsemster. Simons halvsyskon puttar ned "Simon" för den brantaste backen men på vägen ner räddas han av Homer. Simon och Bart går tillbaka till sin vanliga liv men då Homer inser hur Simon lever försöker han följa med dem. Hemma hos familjen Simpsons är sen Bart nöjd över att få vara sig själv igen.